# Bundespolizeigesetz
Das Bundespolizeigesetz (BPolG) regelt die Aufgaben und die Rechtsstellung der Bundespolizei (ehemals Bundesgrenzschutz).
Das Gesetz ist in fünf Abschnitte unterteilt. Abschnitt 1 (§§ 1 bis 13) regelt die Aufgaben und Verwendungen der Bundespolizei. So zählt neben dem Grenzschutz, dem Schutz von Bahnanlagen, des Luftverkehrs und Organen des Bundes etwa auch die Verfolgung von Straftaten und Ordnungswidrigkeiten sowie die Sicherheitsmaßnahmen an Bord von Luftfahrzeugen.
Abschnitt 2 (§§ 14 bis 50) enthält die dazugehörigen Befugnisse sowie Regelungen zur Verantwortlichkeit von so genannten Störern, zur unmittelbaren Ausführung und der Inanspruchnahme von Nichtstörern. Neben der Generalklausel des § 14 enthalten die §§ 21 bis 50 Standardmaßnahmen.
Im dritten Abschnitt (§§ 51 bis 56) ist der Schadensausgleich geregelt. Abschnitt 4 (§§ 57 bis 68) regelt Organisation und die jeweiligen Zuständigkeiten. Durch diese Bestimmungen werden insbesondere Aufgabenübertragungen an den Zoll geregelt, da dieser an vielen Grenzübergängen die polizeiliche Kontrolle durchführt. Abschnitt 5 schließlich enthält in den §§ 69 und 70 Schlussbestimmungen.
Das Bundespolizeigesetz darf nicht mit dem Bundespolizeibeamtengesetz oder dem Bundesgrenzschutzgesetz verwechselt werden.